# Mittelstand.
Das Magazin Mittelstand. Das Unternehmensmagazin ist das regelmäßig erscheinende Organ des Bundesverbandes mittelständische Wirtschaft (BVMW).
Es erschien erstmals 2002, damals noch zweimonatlich und bis Ausgabe 2/2023 unter dem Titel „DER Mittelstand. Das Unternehmermagazin“. Die heute vierteljährlich erscheinende Publikation hat eine Druckauflage von 32.000 Stück (IVW/2023).
Das Magazin richtet sich an den unternehmerischen Mittelstand und widmet sich inhaltlich den Schwerpunkten Wirtschaftspolitik, unternehmensorientierter Service, Kultur und der Verbandsberichterstattung.
Für Mitglieder des BVMW ist das Magazin kostenlos. Seit 2023 sind die Ausgaben zeitversetzt auch kostenlos digital abrufbar.